# Orthotrichum pilosissimum
Orthotrichum pilosissimum là một loài rêu trong họ Orthotrichaceae. Loài này được R. Medina, F. Lara & Garilleti mô tả khoa học đầu tiên năm 2011.